# سیم خاردار (فیلم ۱۳۶۰)
سیم خاردار نام فیلمی به کارگردانی و نویسندگی مهدی معدنیان است. این فیلم محصول کشور ایران  و تولید سال ۱۳۶۰ می‌باشد.

## خلاصه داستان
گروهی مبارز مسلح یکی از دوستان خود را از زندان آزاد می‌کنند و قصد دارند وی را از طریق مرز از کشور خارج کنند...